# 米申鎮區 (北達科他州本森縣)
米申鎮區（英語：Mission Township）是位於美國北達科他州本森縣的一個鎮區。

## 地方資料
米申鎮區的面積為115.94平方千米，當中陸地面積為103.49平方千米，而水域面積為12.45平方千米。根據2010年美國人口普查的數據，當地共有人口1087人，而人口密度為每平方千米9.38人。